# Aphrophora forneri
Aphrophora forneri är en insektsart som beskrevs av Haupt 1919. Aphrophora forneri ingår i släktet Aphrophora och familjen spottstritar. Inga underarter finns listade i Catalogue of Life.